# 師岡孝次
師岡 孝次（もろおか こうじ、1930年1月2日 - 2021年11月15日）は、日本の経営工学者、医事評論家。元東海大学名誉教授。

## 略歴・人物
東京市（現・東京都）生まれ。慶應義塾大学工学部卒業。1960年同大学院博士課程満期退学。1969年「作業習熟に関する二・三の考察」で工学博士。
1960年慶大専任講師、助教授を経て、1975年東海大学工学部教授。1980年ウインザー大学客員教授。1993年、中国医科大学顧問教授。2000年東海大学を定年となり、名誉教授。2005年国際学士院大学副総長、日本健康科学学会名誉会員。1997年日本医師会優功賞受賞。2002年社会文化功労賞受賞。 
1990年代から、アガリクス、プロポリスなどのがんに効くという民間療法に関する著作、監修本を多く執筆しているが、2001年の『即効性アガリクスで末期ガン消滅!』のインタビュー内容がフリーライターによる捏造であるとして問題になった。その後のインタビューでは、自身について「医学部を出ておらず医師ではないこと、医学博士は中国で取ったものであること、アガリクスの研究は一切していないこと、医学とは関係のない経営工学の教授であることを告白した。
2021年11月15日、老衰のため逝去（満91歳）。葬儀は近親者のみで行われた。

## 著書

### 単著
- 『プログラム学習によるワークデザイン入門』（日科技連出版社, 1966年）
- 『習熟性工学 物的評価と計画の技術』（建帛社, 1969年）
- 『管理工学入門』（理工学社, 1970年）
- 『IEの手ほどき』（日本経済新聞社 日経文庫, 1971年）
- 『DAX 独創的発想法』（日本生産性本部, 1971年）
- 『ワーク・デザインによるシステム設計の実際』（日科技連出版社, 1971年）
- 『生産管理の話』（ダイヤモンド社 ビジネス新書, 1972年）
- 『痴呆にきく薬』（日本プランニングセンター, 1994年）
- 『肝臓の救世主メディカルハーブ「クルクマ」』（五月書房, 1997年）
- 『家庭でできる痛みの解消法』（ロングセラーズ, 2000年）
- 『マイナスイオン療法の凄い効果を検証』（ごま書房, 2003年）
- 『健康革命 薬害・副作用のない自然代替療法』（ごま書房, 2004年）
- 『だったら「マイナスイオン」がいい!!』（ごま書房, 2004年）
- 『人はなぜ病気になるのか』（ごま書房, 2005年）

### 共編著・監修
- 『IE演習問題集』（池永謹一, 秋庭雅夫共著, 日科技連出版社, 1973年）
- 『経営工学概論』（千住鎮雄共著, 朝倉書店, 1973年）
- 『設備管理工学入門』（大島栄次共著, 日本規格協会, 1992年）
- 『長寿の健康科学 120歳まで生きるには』（編著, 日本プランニングセンター, 1994年）
- 『プログラム学習による人間工学入門』（山田覚共著, 建帛社, 1997年）
- 『即効性アガリクスで末期ガン消滅! 末期ガンが完治した33人の証言』（監修, 史輝出版, 2001年）
- 『ゲルマニウムとつぼ療法 体の痛みが消える 万元ゲルマの驚異のパワー』（監修, サクセスマーケティング, 2002年）
- 『徹底検証!末期ガンに一番効くアガリクスは何か』（監修, 史輝出版, 2002年）
- 『プロポリスが生きている!だからガンが消えていく!!』（監修 ガン戦争シリーズ取材班著, メタモル出版, 2002年）
- 『最新免疫療法「チャーガ」でガンを治す方法』（監修, ライブ出版, 2003年）
- 『ガンに一番効くアガリクスは何か』（監修, 史輝出版, 2004年）
- 『徹底検証!アガリクスは本当に末期ガンに効くのか』（監修, ライブ出版, 2004年）
- 『なぜ、アガリクスはガンに一番効くのか』（監修, ライブ出版, 2004年）
- 『脳梗塞・心筋梗塞にはサジが効く!』（監修, 史輝出版, 2004年）
- 『即効性アガリクスで悪性ガン克服!』（監修, 青山書籍, 2005年）

### 翻訳
- （クヌト・ホルト）『革新工学と創造性』（開発社, 1977年）